# Grb Izraela
Grb Izraela usvojen je zajedno sa zastavom, 10. listopada 1956.
Grb je sedmokraki svijećnjak, simbol židovstva. Uokviren je maslinovom grančicom. Sve je u plavoj boji.